# Isthme de Catanzaro
Pour les articles homonymes, voir Catanzaro (homonymie).
L’isthme de Catanzaro ou isthme de Marcellinara est un isthme situé en Calabre baigné par la mer Ionienne et la mer Tyrrhénienne. C'est l'isthme le plus étroit de la péninsule italienne étant délimité à l'ouest par le golfe de Sainte-Euphémie et à l'est par le golfe de Squillace.

## Géographie physique
L’isthme de Catanzaro est large de presque 30 kilomètres et correspond à la dépression géographique entre la partie à l’extrême méridionale de l’Apennin calabrais et la partie à l'extrême septentrionale des Serre calabraises, deux chaînes de montagnes de la partie méridionale des Apennins. La vallée situé entre les deux massifs montagneux est large de 2 kilomètres à l’endroit le plus étroit puis s'élargit en direction du Golfe de Sainte-Euphémie, à l’ouest, et du Golfe de Squillace, à l’est. Au sud de la commune de Marcellinara se trouve la Sella, l’endroit le moins élevé et le plus étroit de l’Apennin calabrais (250 mètres).
Depuis certains endroits des communes de Marcellinara, Tiriolo, Catanzaro et Girifalco (Mont Covello) il est possible d'observer à la fois la Mer Ionienne et la Mer Tyrrhénienne. L’isthme est traversé par deux fleuves, l’Amato et le Corace. Ils prennent tous deux leur source dans la Sila, à environ deux kilomètres de distance, puis s'écoulent parallèlement jusqu’aux environs de Gimigliano et Tiriolo où ils se séparent : le premier part vers l'ouest en direction du Golfe de Sainte-Euphémie tandis que le second descend vers l'est et se jette dans le Golfe de Squillace.

## Géographie administrative
L'isthme de Catanzaro est presque entièrement compris à l'intérieur de la province de Catanzaro sauf la partie sud-ouest qui appartient à la province de Vibo Valentia.

### Province de Vibo Valentia
Liste des communes de la province de Vibo Valentia ayant au moins une partie de leur territoire situé dans l'isthme de Catanzaro.
| Commune                         | Population |
| ------------------------------- | ---------- |
| Vibo Valentia (partie nord-est) | 33 609     |
| Pizzo                           | 9 263      |
| Filadelfia                      | 5 684      |
| Sant'Onofrio                    | 3 028      |
| Maierato                        | 2 279      |
| Francavilla Angitola            | 2 051      |
| Monterosso Calabro              | 1 851      |
| Filogaso                        | 1 454      |
| Capistrano                      | 1 076      |
| Polia                           | 1 040      |

### Province de Catanzaro
Liste des communes de la province de Catanzaro situées dans l'isthme de Catanzaro.
| Commune              | Population |
| -------------------- | ---------- |
| Catanzaro            | 93 124     |
| Lamezia Terme        | 70 261     |
| Soverato             | 9 590      |
| Borgia               | 7 677      |
| Curinga              | 6 802      |
| Chiaravalle Centrale | 6 645      |
| Sellia Marina        | 6 619      |
| Girifalco            | 6 164      |
| Montepaone           | 4 900      |
| Simeri Crichi        | 4 550      |
| Maida                | 4 453      |
| Gizzeria             | 4 445      |
| San Pietro a Maida   | 4 296      |
| Squillace            | 3 450      |
| Settingiano          | 2 902      |
| Pianopoli            | 2 553      |
| Staletti             | 2 494      |
| Cortale              | 2 309      |
| Marcellinara         | 2 275      |
| Gasperina            | 2 206      |
| Feroleto Antico      | 2 109      |
| Caraffa di Catanzaro | 1 990      |
| Amaroni              | 1 918      |
| Vallefiorita         | 1 912      |
| San Vito sullo Ionio | 1 858      |
| Montauro             | 1 514      |
| Palermiti            | 1 293      |
| Petrizzi             | 1 167      |
| San Floro            | 713        |
| Jacurso              | 639        |
| Olivadi              | 609        |
| Cenadi               | 593        |
| Centrache            | 411        |

## Orographie

### L’Amato
Le fleuve Amato ou Lamato (dérivant de l'ancien nom du fleuve, Lametos, qui est aussi à l'origine du nom de la ville de Lamezia Terme) naît dans le massif montagneux de la Sila Piccola, dans la commune de Soveria Mannelli, au point de confluence du Sabettella et de l’Occhiorosso. Il descend ensuite en direction du sud-est en servant de frontière entre les territoires communaux de Soveria Mannelli et de Decollatura. Après que le torrent de Galice di Stocco se soit jeté dans ses eaux, l’Amato traverse la plaine de Santa Margherita où il s'approche du fleuve Corace (voir ci-dessous) jusqu’à se trouver à moins d'un kilomètre de distance de celui-ci. Ils poursuivent ensuite leur chemin côte à côte jusqu'à arriver à proximité du village de Tiriolo où le Corace part vers l'ouest pour se jeter dans le Golfe de Squillace, dans la Mer Ionienne, tandis que l'Amato s'écoule vers l'ouest. Il traverse les communes de San Pietro Apostolo, Miglierina, Amato et Marcellinara avant de continuer sur le territoire de Pianopoli puis du nord de Maida. Il débouche enfin sur la plaine de Sant'Eufemia en passant ainsi dans la ville de Lamezia Terme pour se jeter finalement dans le Golfe de Sainte-Euphémie, dans la Mer Tyrrhénienne. 
Il parcourt au total 56 kilomètres ce qui fait de lui le plus long fleuve de l'isthme de Catanzaro.

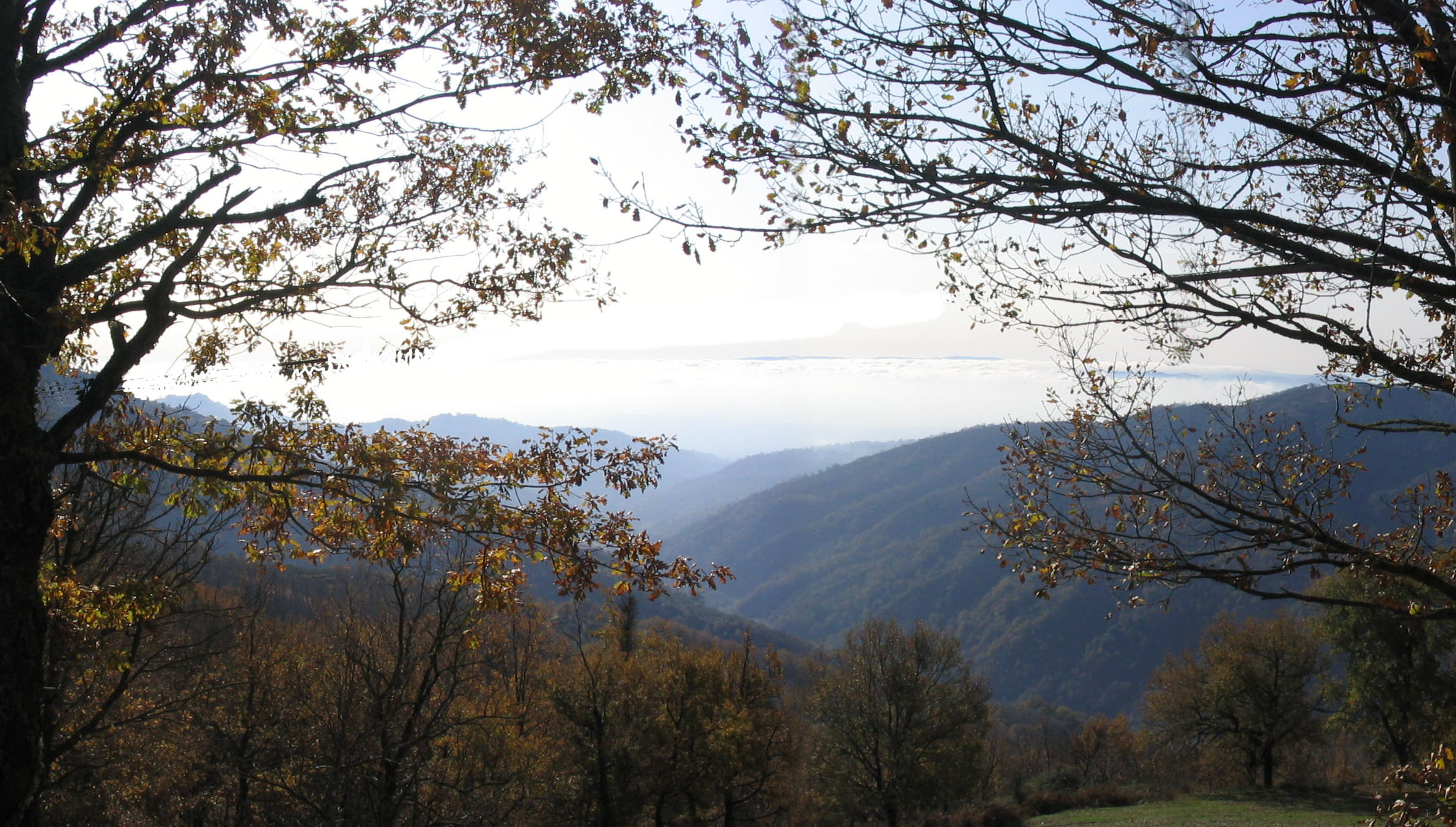
La vallée de l’Amato dans la commune de San Pietro Apostolo.
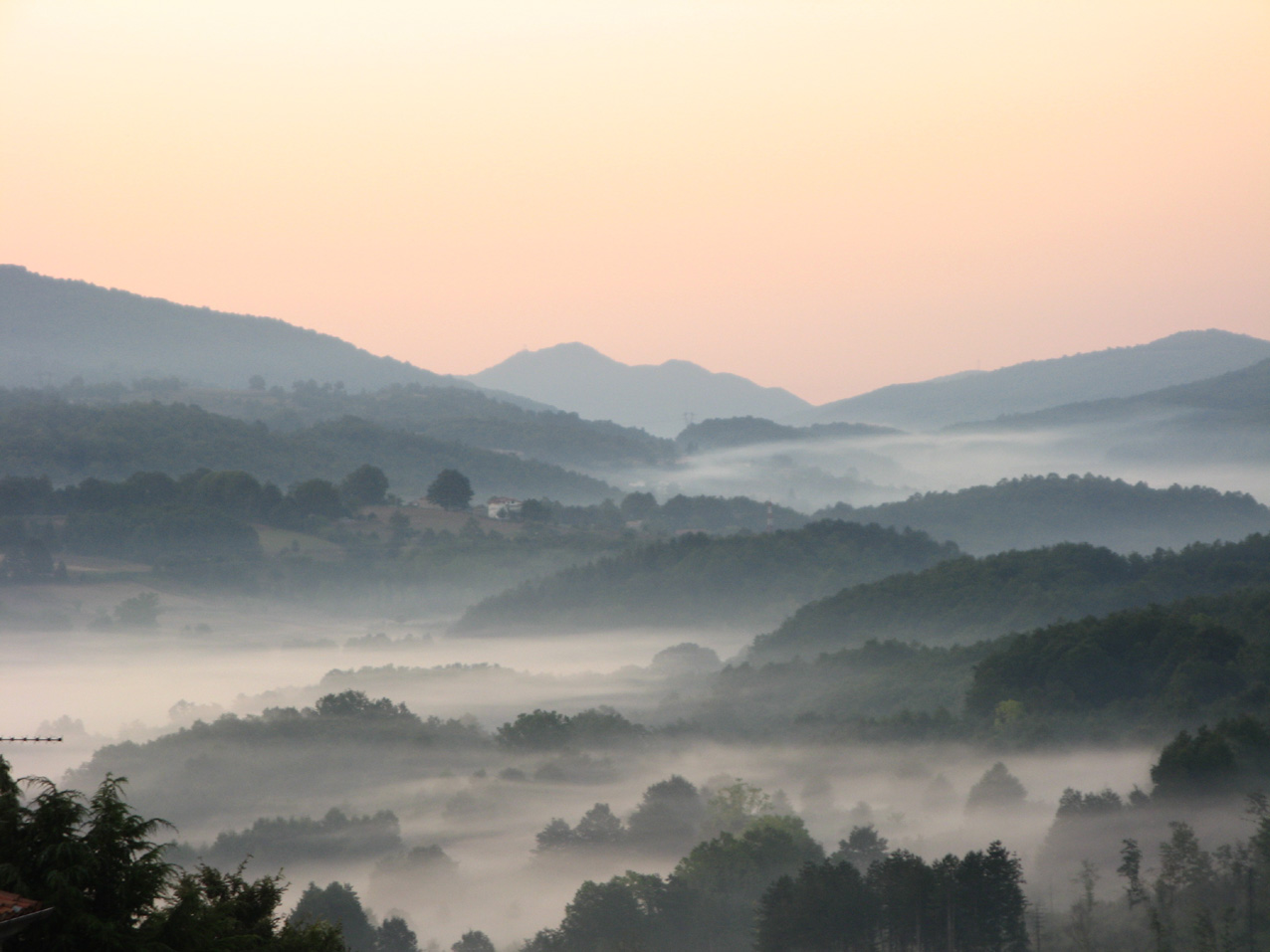
La vallée de l’Amato avec Tiriolo au fond.
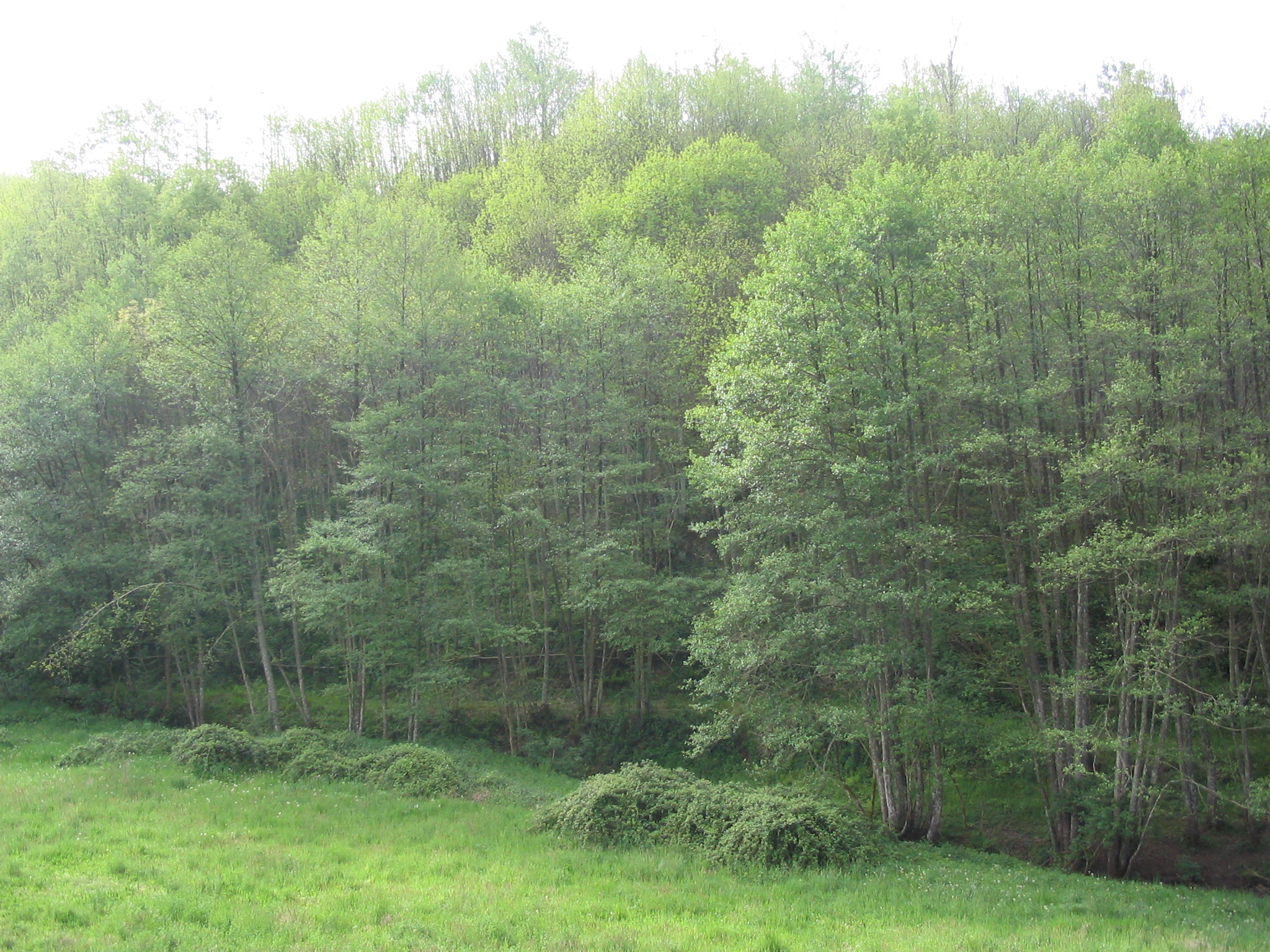
L’Occhiorosso à Soveria Mannelli peu de temps avant sa jonction avec le Sabettella.
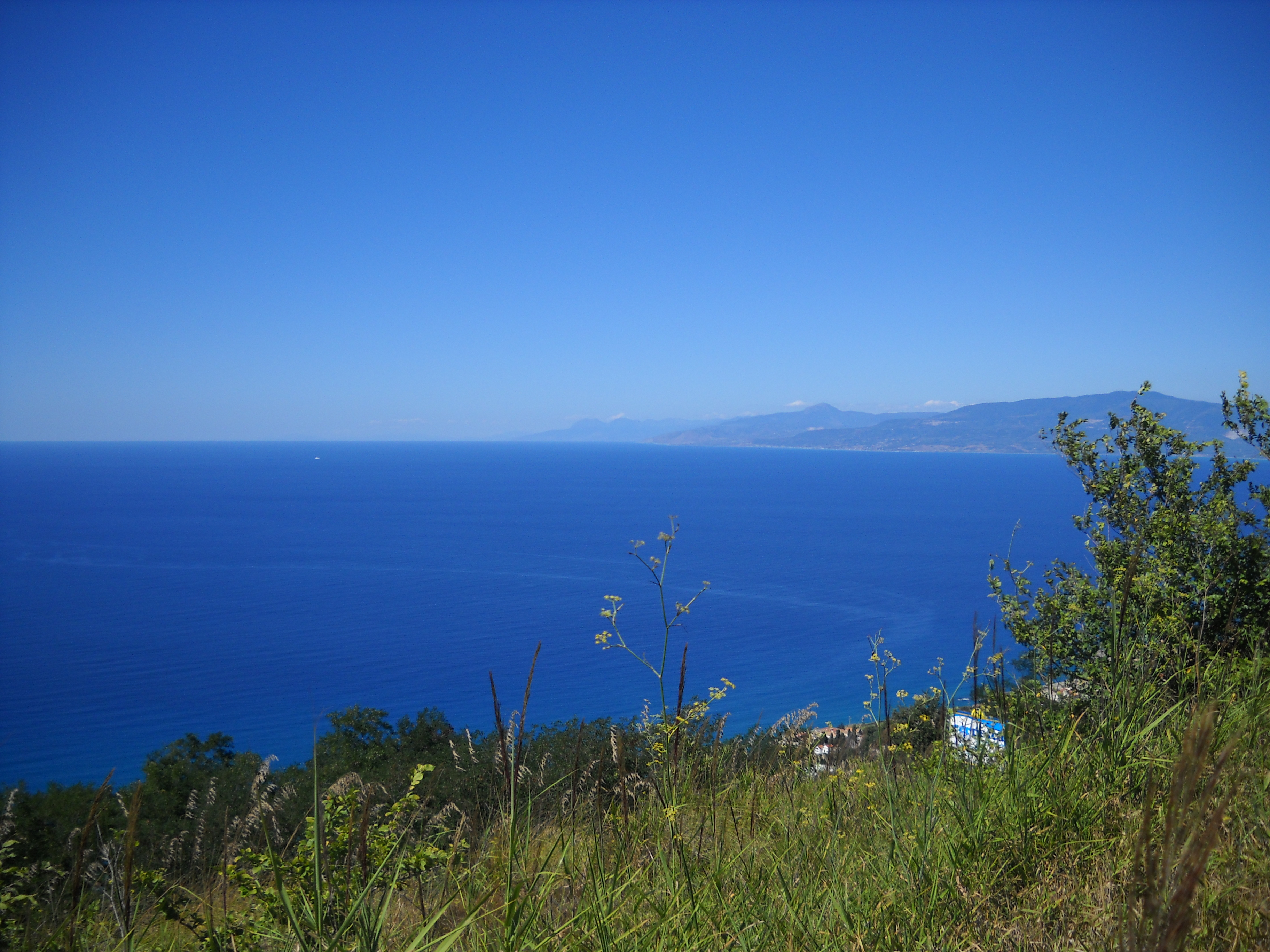
Le Golfe de Sainte-Euphémie.

### LeCorace
Le fleuve Corace (anciennement Crotalus) naît à Bianchi, la commune la plus au sud de la Province de Cosenza, situé à environ 3,5 kilomètres de Soveria Mannelli et du point de naissance de l’Amato (voir ci-dessus). Il descend en pente douce en direction du sud-est et passe tout de suite la frontière arrivant ainsi dans la Province de Catanzaro. Il traverse les communes de Carlopoli (plus précisément la frazione de Castagna), Cicala, Gimigliano et Tiriolo en restant presque parallèle à l’Amato qui s'écoule environ un kilomètre plus loin. Le cours des deux fleuves se séparent alors entre Gimigliano et Tiriolo et les eaux du Corace, grossies par celles du torrent Acciaio et des fleuves Melito et Usito, partent vers l'ouest et le Golfe de Squillace. Ainsi, il s'écoule à travers les quartiers nord, est puis sud de la capitale régionale, Catanzaro, où il donne son nom à la frazione de Corace. Finalement, arrivé aux abords de Catanzaro Lido, il se jette dans le Golfe de Squillace, dans la Mer Tyrrhénienne, à 6 kilomètres de l'embouchure de l’Alessi.
Il parcourt au total 48 kilomètres ce qui fait de lui le second plus long fleuve de l'isthme de Catanzaro. Il donne aussi son nom à l'Abbaye de Corazzo, à Carlopoli, près de laquelle il passe.

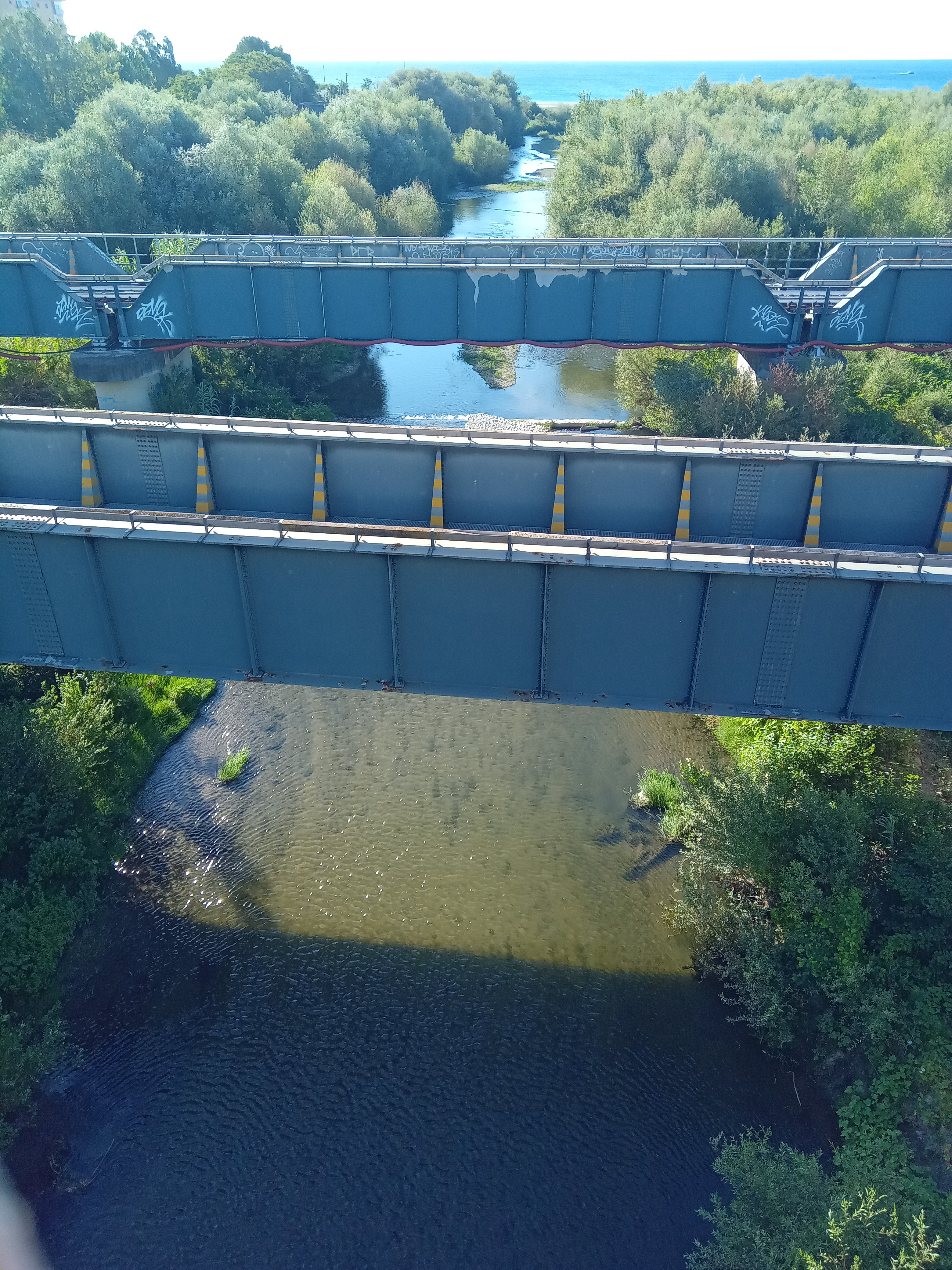
Le Corace à proximité de son embouchure.
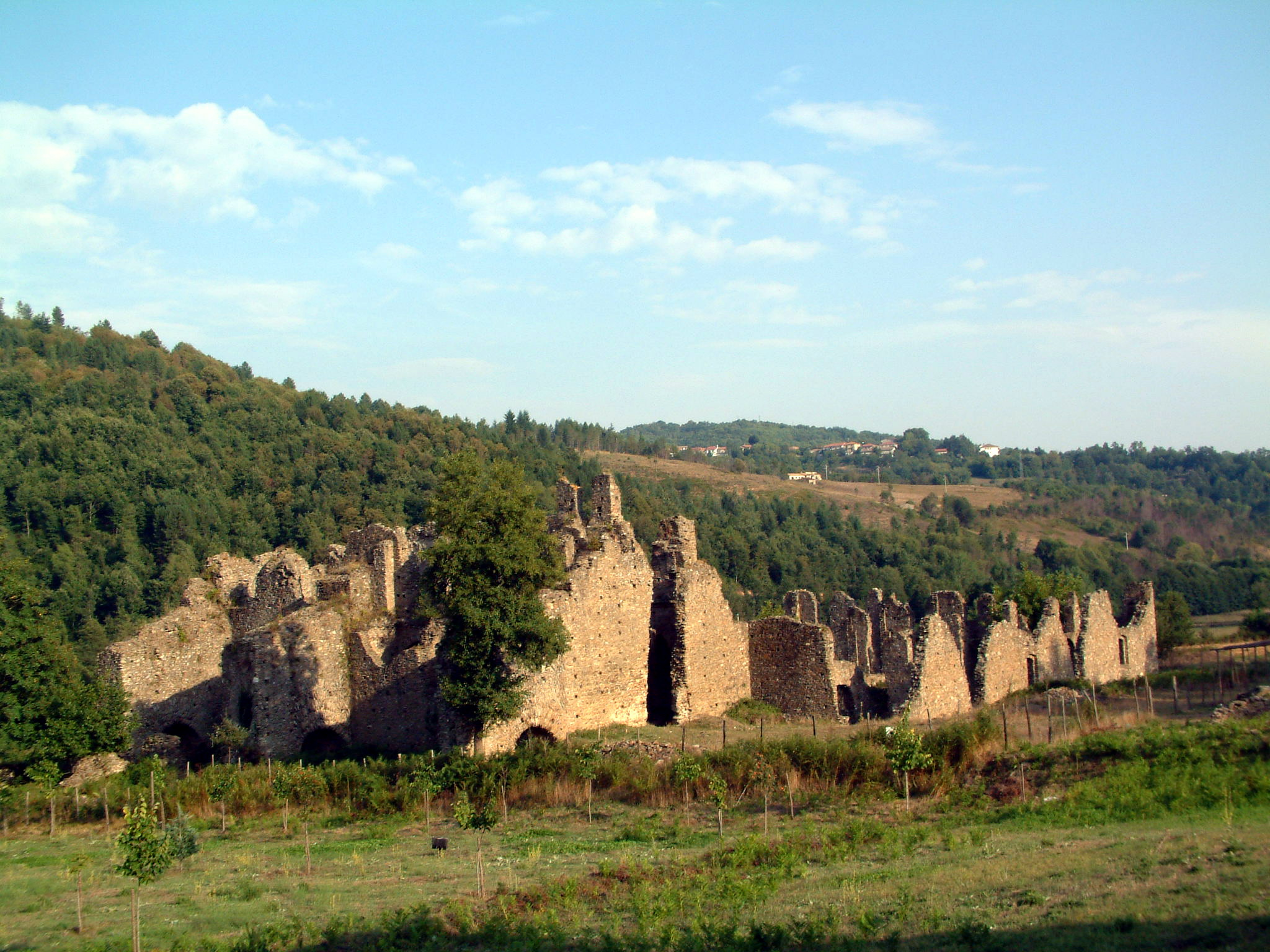
Ruine de l'Abbaye de Corazzo à Carlopoli.
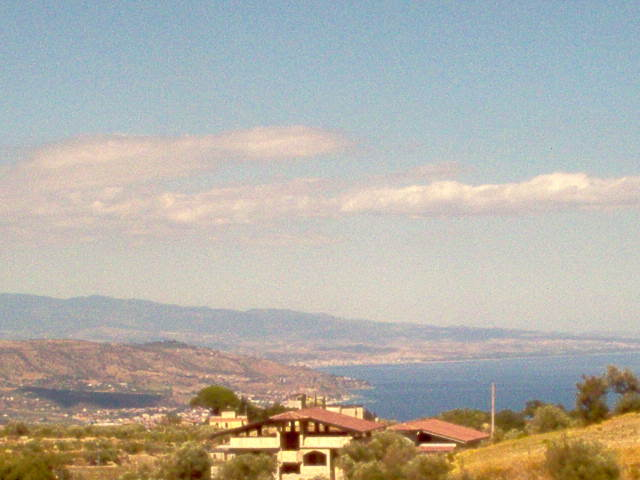
Le Golfe de Squillace.

### L’Alessi
Le torrent Alessi est un cours d'eau naissant au centre de l'isthme de Catanzaro, sur le territoire de la commune de Girifalco, au mont Covello. Il s'écoule ensuite vers la vieille ville de Squillace dont il contourne le promontoire avant de s'unir, au sud de la ville, au Ghetterello. Le torrent traverse alors le nord de la commune de Stalettì avant de se jeter dans le Golfe de Squillace, dans la Mer Ionienne. Son embouchure sert de frontière entre la frazione de Copanello, dans la commune de Stalettì, et la frazione de Squillace Lido, dans la commune de Squillace. C'est en ces lieux qu'Ulysse aurait rencontré Nausicaa lors de son périple au pays des Phéaciens. Le torrent Alessi parcourt au total 18 kilomètres de sa source à son embouchure.

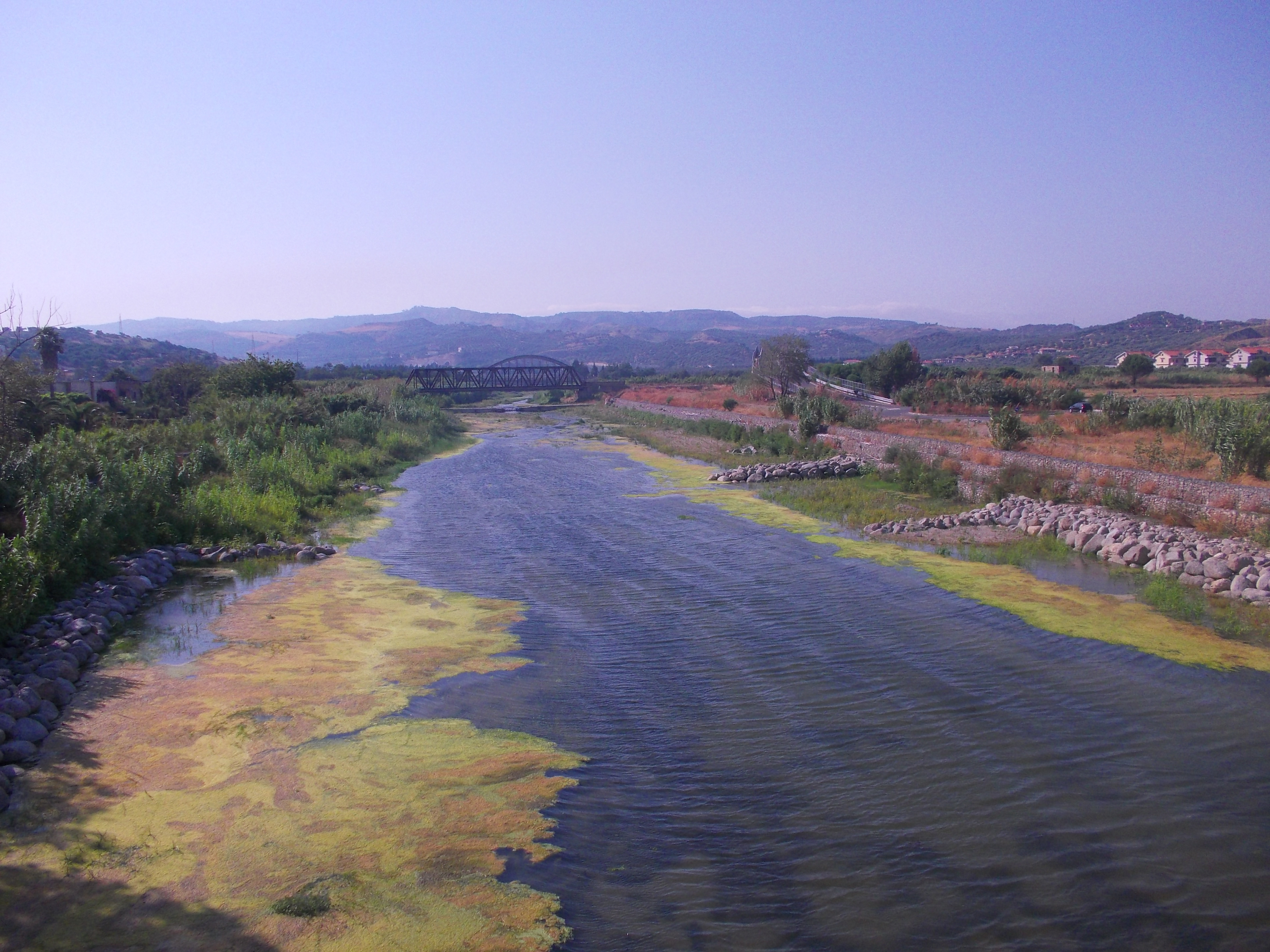
L’Alessi à Copanello.
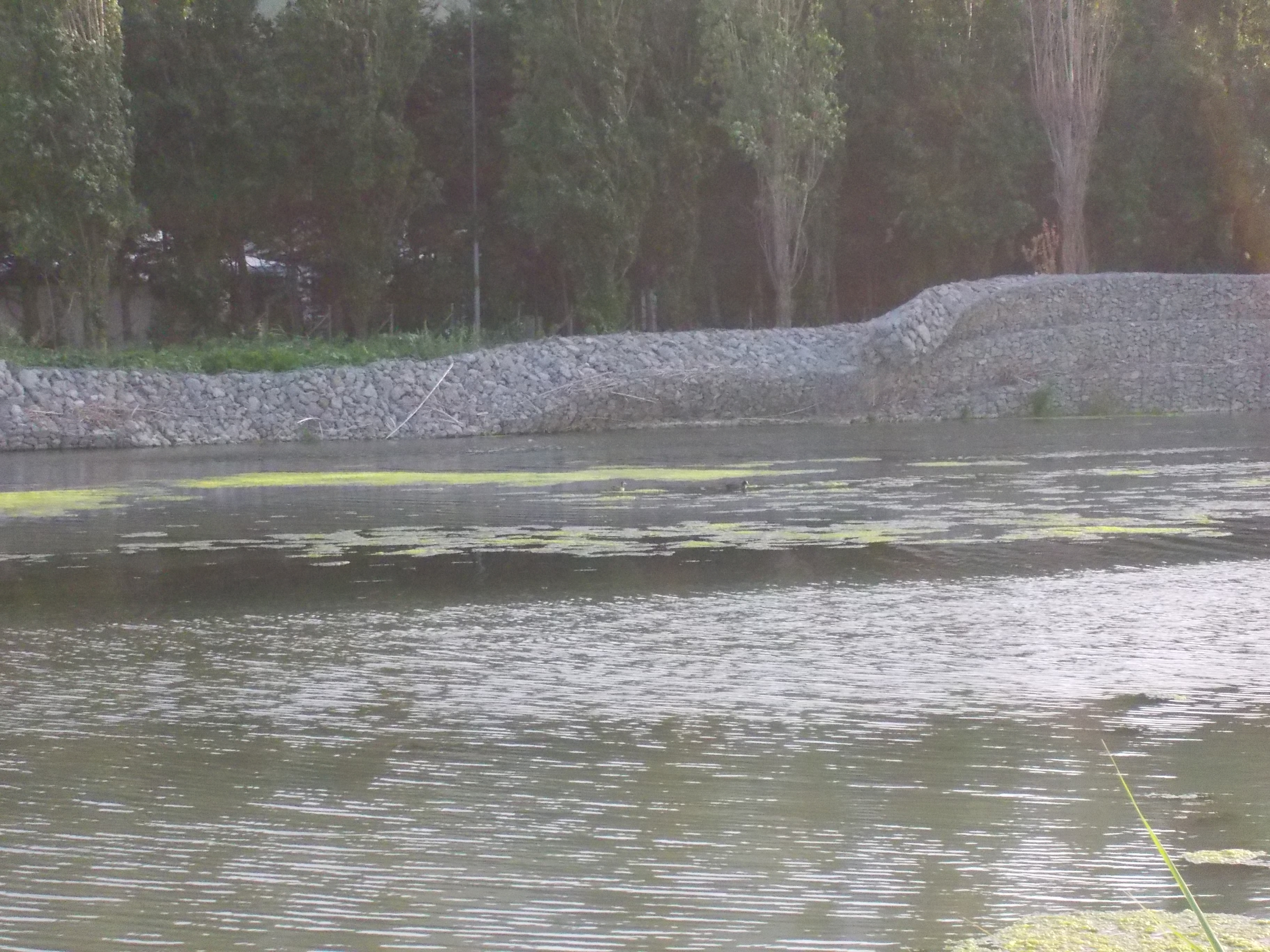
Le torrent à proximité de l'embouchure.
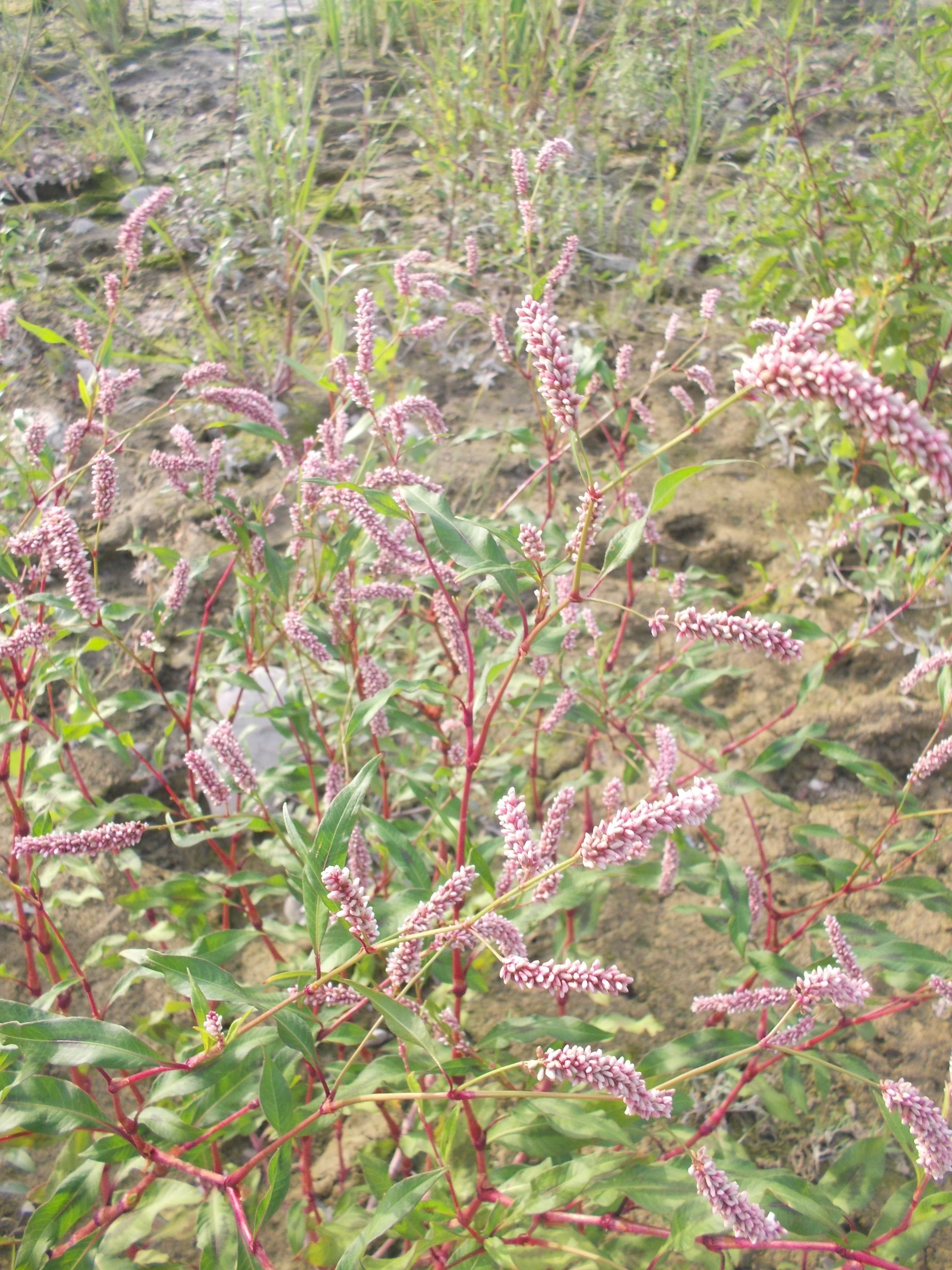
Des persicaires sur les rives de l’Alessi.

## Mythologie et légendes

### Le royaume des Phéaciens
Un des premiers à avoir situé la terre des Phéaciens, la Schérie, dans l’isthme de Catanzaro est l'homme politique et écrivain latin Cassiodore (485-580). Celui-ci naquit, vécut et mourut dans la région de l'isthme où il rédigea ses écrits. Il attribue ainsi la fondation de la cité de Squillace à Ulysse lors de son arrivée au pays des Phéaciens.
Bien plus récemment, le professeur et historien Armin Wolf (de) a soutenu qu'Ulysse, avant son départ pour l’île d’Ithaque, aurait traversé par voie terrestre ou fluviale l'isthme de Catanzaro. Il note donc aussi que la terre des Phéaciens est à identifier au territoire compris entre le Golfe de Sainte-Euphémie et le Golfe de Squillace. Ainsi, il soutient par ailleurs que la zone où Nausicaa et Ulysse se seraient rencontrés est située sur les rives du fleuve Amato, dans la commune de Marcellinara, à l'endroit où passe maintenant l'autoroute reliant Catanzaro à Lamezia Terme. Il en conclut que la capitale du royaume des Phéaciens, où vivaient le roi Alcinoos et sa femme Arété, se trouvait approximativement dans la zone occupée par le village de Tiriolo. Par ailleurs, le port par où Ulysse embarqua pour sa patrie natale serait situé dans le Golfe de Squillace à l'embouchure du fleuve Corace, qui passe par ailleurs à proximité de Tiriolo tout comme l’Amato ce qui semble accréditer encore cette thèse,.
Outre la version d'Armin Wolf, il existe aussi une autre hypothèse, relayée par tradition orale et basée entre autres sur les récits de Cassiodore, et qui fut reprise par Enzo Gatti dans son livre Odisseo publiée en 1975. Selon celui-ci, Ulysse aurait échoué dans le Golfe de Squillace, à l'embouchure du fleuve Alessi (embouchure servant aujourd'hui de frontière entre la frazione de Copanello, dans la commune de Stalettì, et la frazione de Squillace Lido, dans la commune de Squillace). Là, il aurait rencontré Nausicaa qui le conduisit à son père, le roi Alcinoos, qui aurait résidé, dans ce cas aussi, au centre de l'isthme de Catanzaro, peut-être à Tiriolo ou plus près de la côte de Squillace. 
Cette tradition a laissé de nombreux souvenirs surtout dans la toponymie des lieux. Ainsi, la côte allant de Copanello à Catanzaro Lido est aujourd'hui, entre autres, appelée Rivière de Nausicaa. La frazione de Squillace Lido a quant à elle nommé la plupart de ses rues avec des noms provenant de l'Odyssée, telle que la Via dei Feaci, la Via Laerte, la Via Itaca, la Via Telemaco et le Lungomare Ulisse.

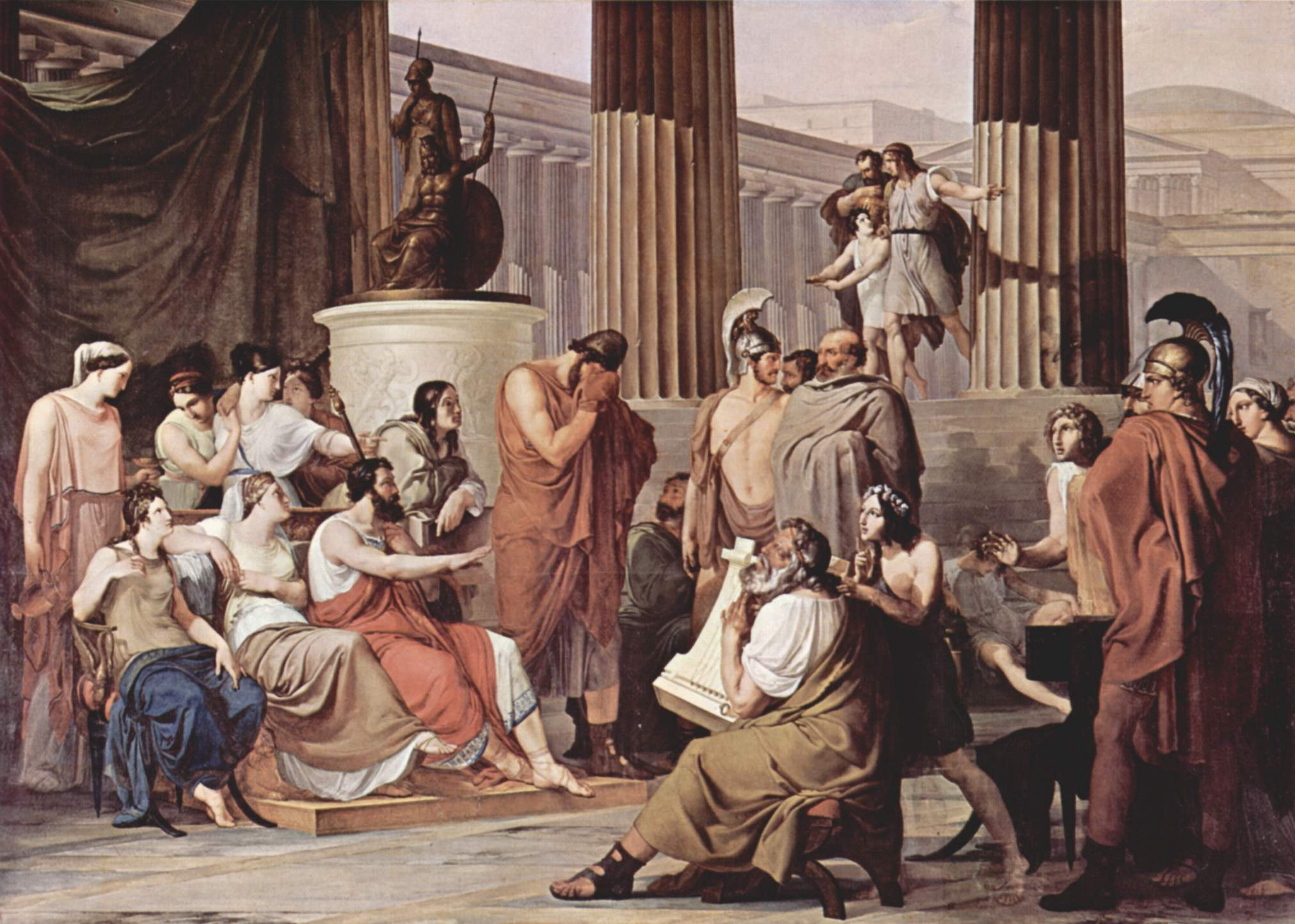
Ulysse à la cour d'Alcinoos, par Francesco Hayez (1813-1815).
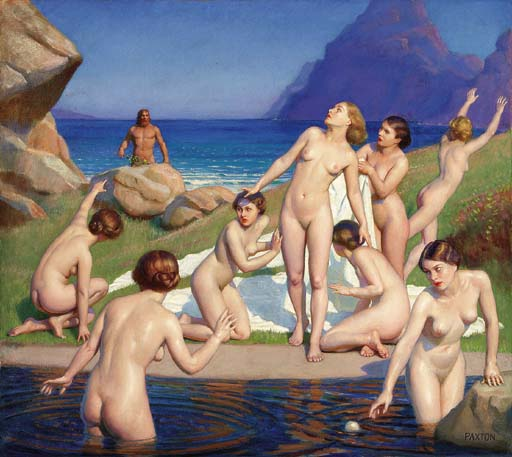
Nausicaa (1937), par William McGregor Paxton.
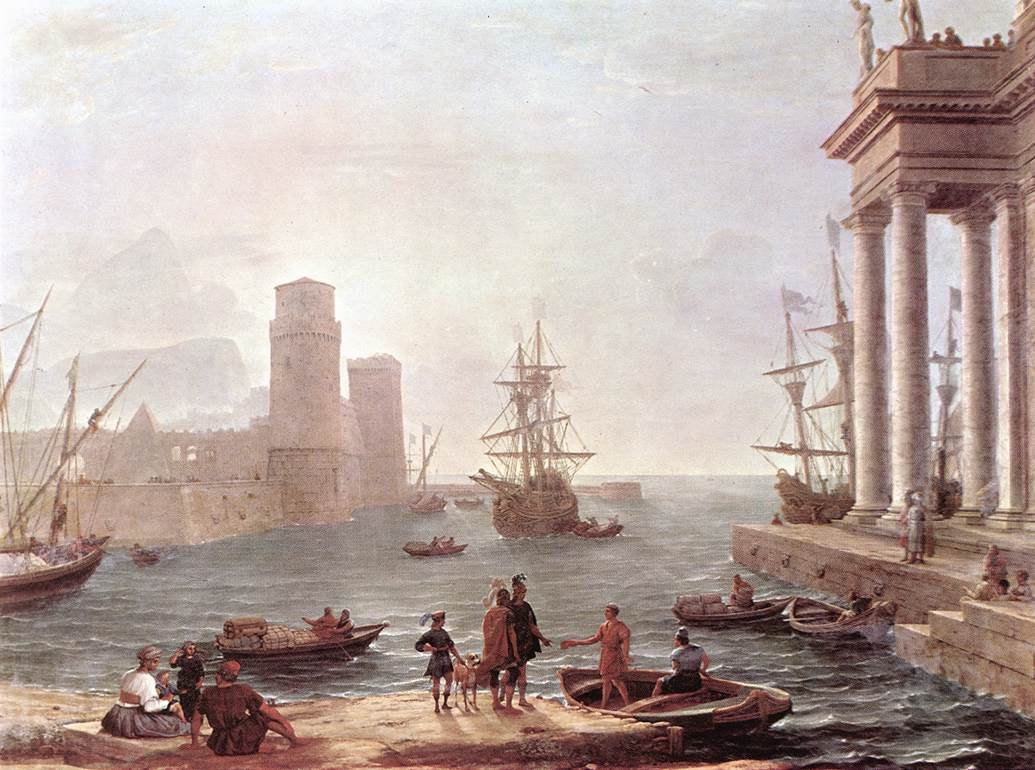
Départ d'Ulysse du pays des Phéaciens (1646), par Claude Gellée.
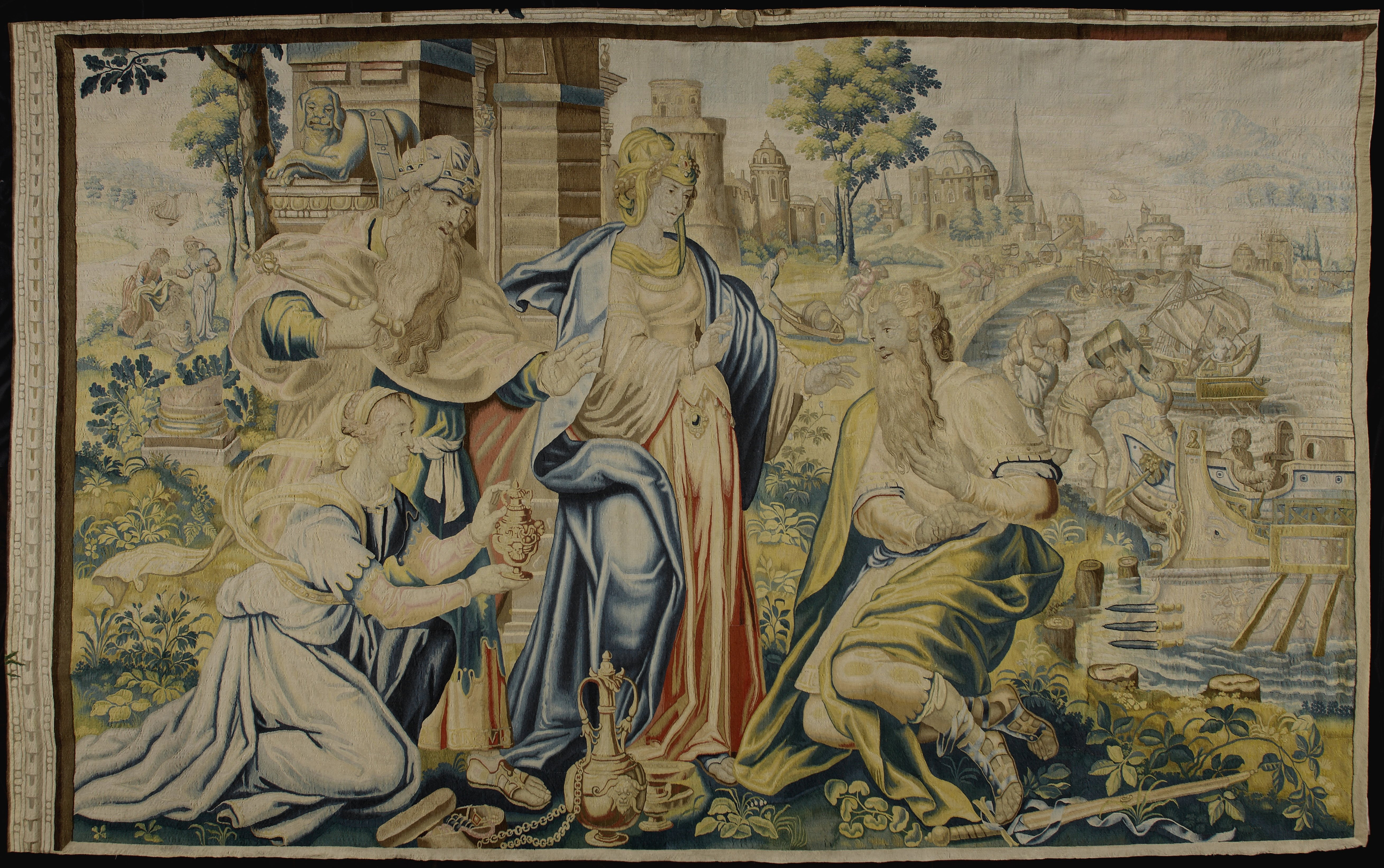
Tapisserie d'Ulysse chez les Phéaciens (XVIIe siècle).

### À l'origine de l'Italie

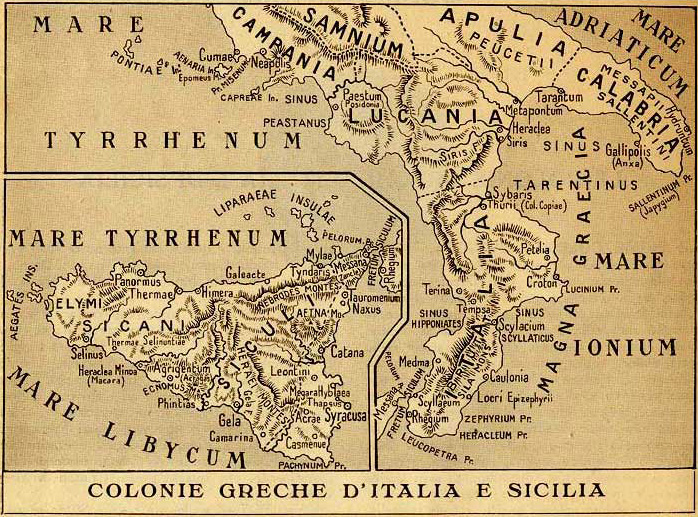
Le territoire initial de l'Italie.

Il existe divers mythes sur Italos qui aurait vécu, d'après la légende, 16 générations avant la guerre de Troie et qui fut le roi des Œnotres. C'est de son prénom que dériverait l'actuel nom de l'Italie qui servait à l'origine à désigner le territoire des Œnotres (plus tard Italiotes), soit approximativement l'isthme de Catanzaro avec le Golfe de Sainte-Euphémie, à l'ouest, et le Golfe de Squillace, à l'est. Peu à peu, ce nom s'étendit à toute la Calabre et successivement à toute la péninsule italienne (jusqu'aux actuelles régions de Toscane et des Marches) comme le narrent les savants grecs Thucydide, Aristote, Antiochos de Syracuse et Strabon.
Selon Antiochos de Syracuse, le successeur du roi Italos fut Morgete qui gouverna l’Italie (donc la Calabre) jusqu'à ce que celle-ci fut envahi par les Bruttiens qui transférèrent la capitale de Acri à Cosenza.
Selon Strabon, un des premiers à définir les frontières de l'Italie fut Antiochos de Syracuse qui, dans son œuvre Sur l’Italie écrite au Ve siècle av. J.-C., l'identifiait à l'Œnotrie et donc à l’isthme de Catanzaro puis, peu de temps après, à une aire s'étendant du Détroit de Messine au Golfe de Tarente (à l'est) et au Golfe de Salerne (à l'ouest). Avec la conquête romaine de l'Italie, le terme d’Italia s'étend jusqu'aux Alpes en comprenant aussi la Ligurie (jusqu'au fleuve français du Var) et l'Istrie (jusqu'à la ville croate de Pula). C'est ainsi que les Romains furent aussi appelés Italiens.

## Histoire

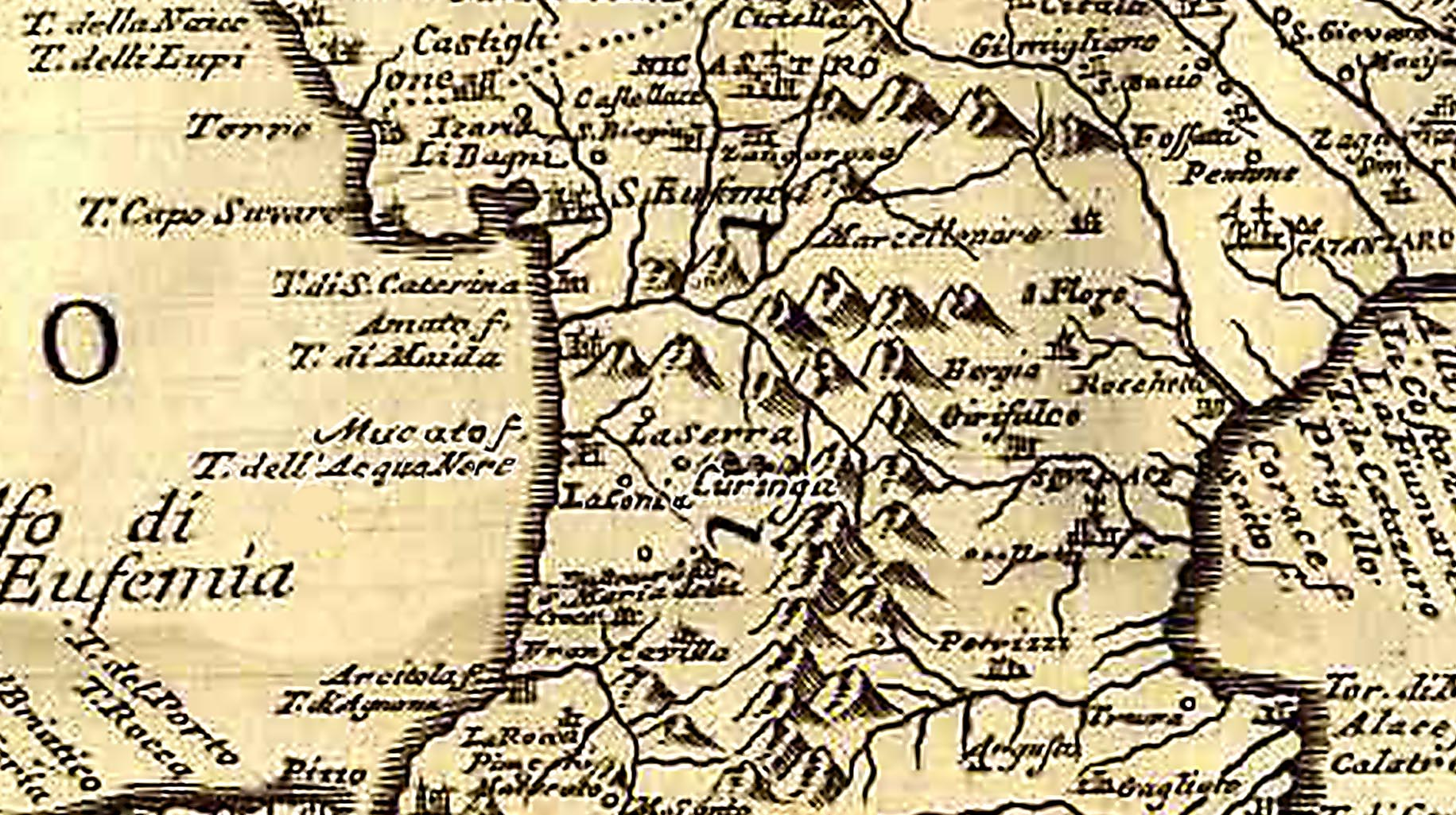
L'Isthme sur la carte de la Calabre ultérieure de 1712.

Pendant l'époque de la Grande Grèce, l'isthme de Catanzaro est l'emplacement de deux cités grecques, dépendance de la ville de Crotone : Terina, à l'ouest sur le Golfe de Sainte-Euphémie, et Scolacium, à l'est sur le Golfe de Squillace.
Pendant la période fasciste, plusieurs propositions virent le jour pour la création d'un canal artificiel qui aurait uni la Mer Ionienne à la Mer Tyrrhénienne.
Aujourd'hui, la capitale régionale de la Calabre, Catanzaro, ainsi qu'un des deux seuls aéroports de la région, l'Aéroport de Lamezia Terme, se situent dans l'isthme de Catanzaro.